# U.S.D.A
U.S.D.A (United Streets Dopeboyz of America) – amerykańska grupa muzyczna wykonująca hip-hop. Pochodzi z Atlanty, w stanie Georgia. W jej skład wchodzą Young Jeezy, Slick Pulla, 2Eleven i Boo Rossini. Grupę opuścił Blood Raw. Ich pierwszy album wydany w 2007 roku sprzedał się w ilości 94.000 w pierwszym tygodniu. Krytycy oceniali płytę różnie.

## Dyskografia

### Albumy
| Rok  | Informacje dot. albumu                                                                                 | Najwyższa pozycja | Najwyższa pozycja | Najwyższa pozycja |
| Rok  | Informacje dot. albumu                                                                                 | US                | US R&B            | US Rap            |
| ---- | --- | ----------------- | ----------------- | ----------------- |
| 2007 | Cold Summer - Pierwszy studyjny album - Data wydania: 22 maja 2007 - Wydawca: Corporate Thugz, Def Jam | 4                 | 1                 | 1                 |
| 2012 | The After Party - Drugi studyjny album - Data wydania: 2012 - Wydawca: Corporate Thugz, SMC Recordings |                   |                   |                   |

### Single
| Rok  | Tytuł                | Najwyższa pozycja | Najwyższa pozycja | Najwyższa pozycja | Album                                |
| Rok  | Tytuł                | U.S. Hot 100      | U.S. R&B          | U.S. Rap          | Album                                |
| ---- | -------------------- | ----------------- | ----------------- | ----------------- | ------------------------------------ |
| 2007 | "White Girl"         | 116               | 57                | —                 | Cold Summer (The Authorized Mixtape) |
| 2007 | "Corporate Thuggin'" | —                 | 109               | —                 | Cold Summer (The Authorized Mixtape) |
| 2011 | "Outta Here"         | —                 | —                 | —                 | The After Party                      |